# Ида Верона
Ида Верона (Браила, 1863 — Прчањ, 29. август 1925) била је песникиња, сликарка и драмска списатељица бокељског порекла, рођена у Румунији. Живела је и стварала у Прчању. Већину својих дела написала је на француском, неколико на руминском и италијанском, а мали број и на српскохрватском језику. У својим делима покретала је питање позиције жене у друштву. Најпознатије њено дело је збирка „Мимоза” која садржи 86 песама, а објављена је у Паризу 1885. године.
Као ауторка рођена и одрасла у Румунији, чији је матерњи језик хрватски, а која је писала углавном на француском језику, Ида Верона представља изузетно интересантан пример транснационализма у књижевности.

## Биографија
Ида Верона је рођена у Браили у Румунији 1863. Постоје извесне недоумице у погледу године њеног рођења, јер постоји веома мало података о њеном животу, па се у неким изворима помиње и 1865.

### Порекло
Према хрватском историчару Милану Шуфлају, породица Верона је албанско-илирског порекла. У Државном архиву у Котору први пут се помињу 1639. године. Припадници су заједнице Бокељских Хрвата.
Ида Верона била је потомак две старе бокељске породице. Њен отац био је Франческо Спиридон Верона, поморски капетан, а мајка контеса Амалија де Луковић. Брачни пар Верона живео је у граду Прчању у Боки Которској, у непосредној близини Котора, до тренутка када је њен отац прихватио службу у Румунији. Осим Иде имали су и млађег сина, познатог румунског сликара Артура Верона (рођен као Артур Гаргуромин Верона 1868. у Браили). У Букурешту постоји улица названа по њему.

### Детињство и младост
Детињство и младост Ида Верона провела је у родном граду, у космополитском окружењу румунске трговачке луке на Дунаву. Обоје деце Верона добили су одлично образовање. Артур је послат у Беч, у војну, а затим у сликарску школу, док је Ида остала у Браили, где је уписана на престижни интернат француских часних сестара Наше Госпе Сионске (Notre Dame de Sion), где је васпитавана у аскетском духу. Учила је неколико језика и течно је говорила француски, италијански, румунски и Српскохрватски.

### Зреле године
За разлику од живота њеног брата, о Идином животу зна се веома мало. Претпоставља се да је једно време боравила и у Паризу. Током Првог светског рата ангажовала се у Браили као болничарка. После мајчине смрти наследила је вилу свог деде у Прчању, па се после Великог рата вратила у постојбину својих родитеља и у тој кући живела заједно са сестром Маријом.
Ида је боловала од туберкулозе. Умрла је 29. августа 1925. године у Прчњу, где је и сахрањена. У њеној кући је од краја Другог светског рата налазила прчањска основна школа.

## Књижевни рад

### Поезија
Прецизних података отоме када је Ида Верона почела дапише нема. Њени биографи ослањају се на њене песме као извор података. На основу њих закључује се да је почела да пише у детињству, већ са 14 година. Прве песме је писала поводом разних свечаности или добротворних приредби.
Своју прву песничку збирку, „Quelques fleurs poétiques” (Неколико поетских цветова) објавила је 1882. године у Браили, а већ 1885. и другу, „Mimosas” (Мимоза), по којој је остала позната. Збирка поезије „Мимоза” објављена је у Паризу. Не може се са сигурношћу утврдити да ли је Ида тада боравила у Паризу, или је само послала свој рукопис издавачкој кући, али књига постоји и налази се у Националној библиотеци Француске (Bibliothèque Nationale de France). Ово је један од ретких сачуваних рукописа. Дела написана на српскохрватском су нестала и о њима сведоче само потомци њене породице и пријатеља, који су је познавали.
Своје песме Ида није потписивала именом, већ цртежом лептира уз који је додавала датум и место. Иако је отворено тврдила да је Словенског порекла, ретко је писала на матерњем језику, а најчешће на француском. Због тога је Ида Верона у књижевности представља занимљив случај транснационализма.
Књижевни критичари поезију Иде Вероне сврставају у више различитих књижевних праваца, али се сви слажу по питању њиховог садржаја. У својим песмама она се бави положајем и улогом жене у тадашњем друштвеном миљеу. Гледано из феминистичке перспективе може се рећи да Ида Верона носи друштвену судбину женског у пола. Иако талентована и надарена, није се уписала у уметничку школу, иза чега се у суштини налази дискриминација женског талента, способности и стварања. Неприхватање њеног стваралаштва и ауторства представља начин обрачунавања са женама које желе више од своје родне улоге. Попут Вирџиније Вулф или Силвије Плат, Ида Верона сврстава се међу ауторке које је систем искључио трајно или привремено.

### Драмска дела
У време када је почео Први светски рат Ида Верона почела је да пише и драмске текстове. Претпоставља се да је током рата написала две драме: петочинку „Aecathe”, о Катарини Александријској, као и „Jeanne d’Arc”, о Јованки Орлеанки, коју је послала у Париз на оцену и могуће постављање на сцену. Емил Фабр (фр. Émile Fabre), чувени француски драмски писац и управник позоришта Comedie-Francaise, је по примању текста одговорио да је драма занимљива, а њено познавање француског језика оценио одличним, са поруком да ће текст проследити Одбору за разматрање који ће одлучити да ли ће се њен драмски текст постави на сцену. Нема података о томе да ли је драма икада играна. Осим ове две, Ида Верона написала је још три драме историјско психолошког карактера: „Abdul Hamid”, „Créatures d’amour” („Бића љубави”) и недовршени рукопис „La Tige dace” о краљу Децебалу, легендарномјунаку старе Дакије.
У збиркама Националне библиотеке Француске постоји сачувана драма „Aecathe”, на којој је као аутор потписан Гаргуромин Верона (право име Идиног брата било је Артур Гаргуромин Верона). У биографији сликара Артура Верона нема података о томе да је писао драме, али се овај наслов појављује у инвентару Идиних драмских текстова. Према хрватском историчару књижевности Иву Хергешићу, чини се да је Артур присвојио дело које је написала његова сестра. Остали рукописи њених драмских текстова су изгубљени. Сачуване су само рецензије и критички чланци о њима.
На основу избора тема и ликова за драмске текстове наслућује се њено интересовање за жене које су биле другачије од свог времена. Она пажњу усмерава на оне жене које су делиле последице женског искорака из патријархално задатих ставова и због тога плаћале високу цену.

### Враћање Иде Верона из заборава
Живот и дело Иде Верона било је готово непознато чак и у Европи, а посебно на просторима на којима се говори њеним матерњим језиком, управо због чињенице да на на њему готово да није писала, а оно што је написала је изгубљено. Године 2017. хрватски сликар и публициста Жељко Бргуљан објавио је у Црној Гори књигу у животу и раду Иде Верона, а годину дана касније и збирку њених песама, преведених на хрватски језик. Ово је први превод њених дела на неки од јужнословенских језика.
Бргуљан, који је родом Которанин, бави се истраживањем и проучавањем сликарства и културно историјске баштине бокељских Хрвата. О баштини Боке которске пише научне чланке. Живот и дело Иде Верона почео је да истражује у време кад је проучавао уметнике из Боке которске који су стварали у другим државама, а чија су дела, без обзира на њихову културно-уметничку вредност, из различитих разлога била заборављена или занемарена.

## Сликарски рад
Идин ујак Нико Луковић сведочи о томе да се, осим књижевношћу, бавила и сликарством и музиком. Остала је упамћена као ауторка неколико слика у жупној цркви. Према, Луковићу посебно је била спретна у сликању цвећа.